# Bandera de la República de Carelia

Bandera de Carelia.

La bandera de la República de Carelia es uno de los símbolos oficiales de la República de Carelia, una subdivisión de la Federación de Rusia. La versión actual fue aprobada el 13 de febrero de 1993.

## Descripción
Su diseño consiste en un rectángulo de proporciones 2:3 dividido en tres bandas horizontales de igual anchura. La parte superior es de color rojo, azul celeste la intermedia y verde la inferior.

## Historia

Bandera de 1918-1920

Bandera de 1920-1922 y 1941-1944.

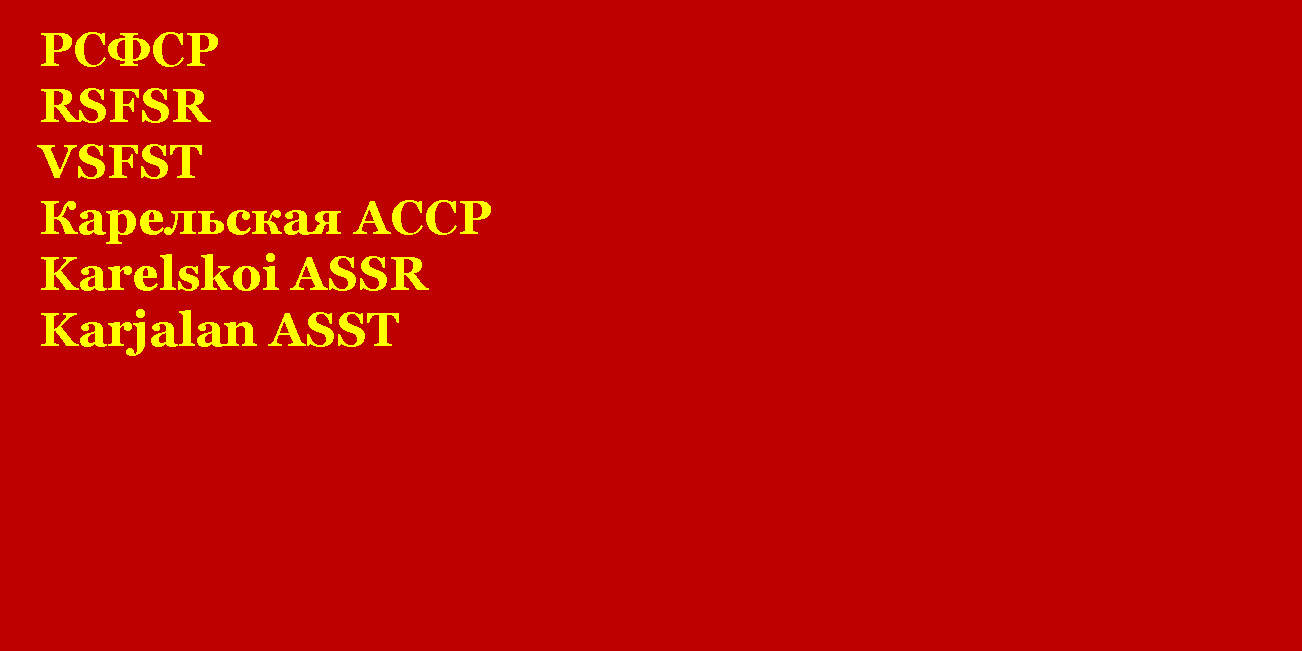
Bandera de la República Socialista Soviética Autónoma de Carelia (1937)

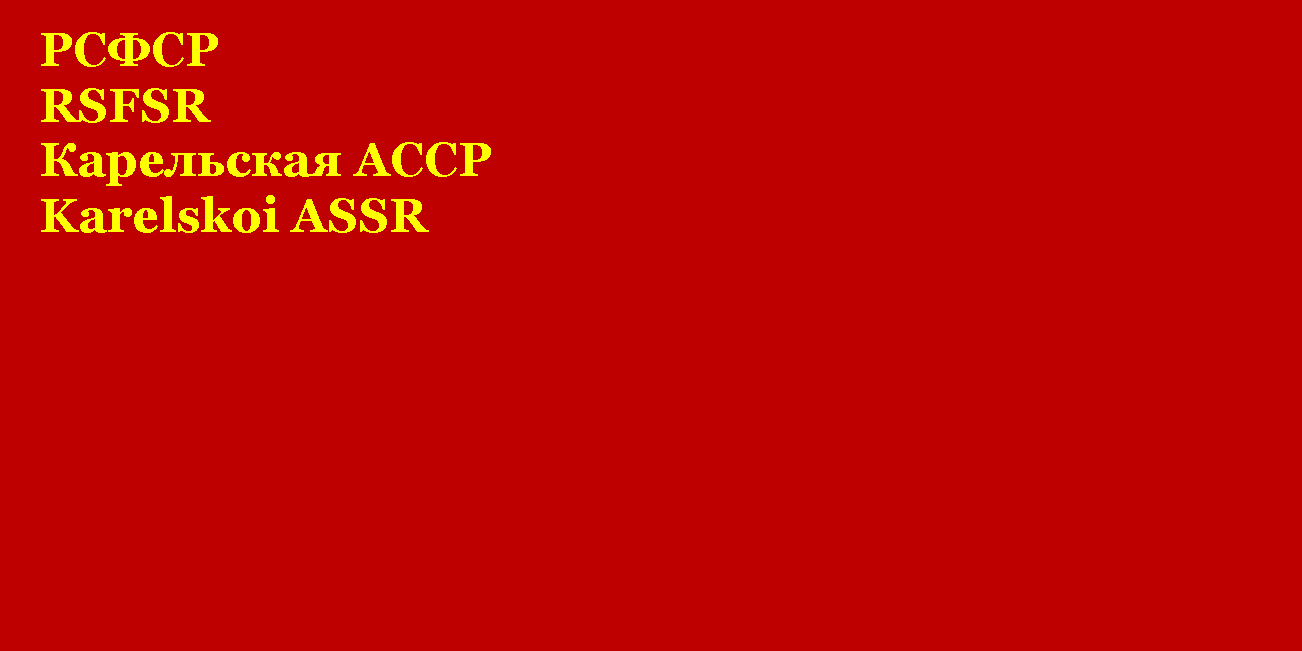
Bandera de la República Socialista Soviética Autónoma de Carelia (1938-1940)

1940-1953.

1953—1956.

1978-1991.

Durante el siglo XX Carelia ha cambiado de manos varias veces, así como sus fronteras. Su estatus y su bandera dentro de la Unión Soviética también ha sido modificado varias veces. 

### Antes de la Fundación de la Unión Soviética
El primer proyecto de pabellón para la República de Carelia se realizó en 1918 por el artista finlandés Jonas Heyska. La bandera era de color azul con una representación de la constelación de la Osa Mayor en la esquina superior izquierda. Se propuso como una bandera blanca de Carelia. La bandera no fue oficialmente utilizada.
En 1920, el pintor finlandés Akseli Gallen-Kallela creó un pabellón que fue un símbolo de la relación de los carelios con los finlandeses. La nueva bandera era similar en composición a la bandera finlandesa con una cruz nórdica, pero en diferentes colores: una cruz negra con bordes rojos sobre un fondo verde. La bandera fue utilizada hasta 1922, porque la República dejó de existir. Entre 1941 y 1944 fue de nuevo la bandera utilizada por las autoridades finlandesas en el territorio ocupado de Carelia.

### República Socialista Soviética Autónoma de Carelia- RSSAC (1922-1937)
La primera bandera de la Carelia soviética se introdujo ya en 1937. Fue aprobada el 17 de junio en el XI Congreso Extraordinario de Municipalidades de la República Socialista Soviética Autónoma de Carelia (RSSAC), junto con la nueva Constitución de la República. Era una bandera roja en la que fue escrito con letras de oro (Россия), "Rusia" en ruso, y RSSA de Karelia en ruso (КарелЬская ACCP), finés (VSFST - Karjalan Asistente) y carelio (VSFSR - Karjalan USDA y después de la reforma de la lengua: RSFSR - Karelskoi ASSR). Pero el 29 de diciembre de ese año, después de la represión masiva contra los dirigentes de Finlandia y la privación del finés como idioma oficial, la inscripción en la bandera sólo será en ruso y carélio

### República Socialista Soviética Carelo-Finesa- RSSCF (1940-1952)
La conversión de la RSSAC en la República Socialista Soviética Carelo-Finesa, o, de forma abreviada, RSS Carelo-finesa (RSSCF), y la restauración del finés como lengua oficial sirvió también para cambiar los símbolos nacionales. La bandera, adoptada por la nueva Constitución de la República, el 9 de junio de 1940, siguió el modelo de la bandera de la Unión Soviética, la única diferencia fue la inscripción "RSS Carelo-Finesa" en ruso (Карело Финская-CPC) y finés (Karjalais-Suomalainen SNT).
Una nueva bandera con, por primera vez, los elementos de la moderna bandera fue adoptada el 13 de marzo de 1953 por decreto del Presidium del Consejo Supremo de la RSSCF. En general, se repite el modelo de la bandera de otras repúblicas de la Unión Soviética: la mayor parte de la bandera es la roja con el símbolo de la hoz y el martillo en oro en la parte superior, Las rayas azules y verdes en la parte inferior simbolizan los recursos naturales básicos de Carelia, los bosques y lagos.

### República Socialista Soviética Autónoma de Carelia - RSSAC (1956-1991)
Después de la conversión de RSSCF en República Socialista Soviética Autónoma de Carelia (RASSC) la bandera fue cambiada de nuevo. Según la Constitución de la RASSC de 20 de agosto de 1956, la bandera de la república se convirtió en similar a la República Socialista Federativa Soviética de Rusia (RSFSR) con una característica distintiva, la presencia de las abreviaturas KASSR y KASNT bajo la hoz y el martillo. En 1978, con la aprobación de una nueva Constitución de RASSAC las abreviaturas en la bandera se sustituyen por "RASS de Carelia" en ruso (КарелЬская CCPA) y carélio (Karjalan ASNT). La bandera de Karelia permanece en esta forma hasta principios de los años 90 cuando fue sustituida por la actual.

## Simbolismo
El rojo representa los sentimientos cálidos, la unidad y la cooperación de la población de Carelia, el azul simboliza los lagos, que son abundantes en la región, y el verde, los bosques.
- Datos: Q677105
- Multimedia: Flag of the Republic of Karelia / Q677105